# Arado Ar 240
Arado Ar 240 - foi um caça bimotor da Alemanha nazista e serviu como avião reconhecimento aéreo durante a Segunda Guerra Mundial.
Foi projetado pela fábrica de aviões Arado Flugzeugwerke para ser um caça pesado bimotor que poderia ter outros usos além de caça pela Luftwaffe. O projeto teve um desenvolvimento conturbado em virtude de inúmeros problemas técnicos e, apesar do uso de todas as tecnologias disponíveis, as resultados se mostraram desanimadores. Por causa disso, o projeto foi cancelado ainda durante testes, e os poucos aparelhos fabricados foram utilizados para testes e alguns chegaram a prestar serviço em unidades de reconhecimento da força aérea alemã.

## Versões
- Ar 240 A-0 (4 de pré-produção)
- Ar 240B (versão proposta)
- Ar 240 C-1 (caça pesado)
- Ar 240 C-2 (caça noturno)
- Ar 240 C-3 (bombardeiro leve)
- Ar 240 C-4 (para reconhecimento de grande altitude. Projeto abandonado em favor do Arado Ar 440)